# Накаш, Акрам
Акрам Накаш (араб. أكرم نقاش‎; 7 апреля, 2002, Касабланка) — мароканский футболист, защитник клуба «ФАР».

## Карьера

### Клубная
Воспитанник Футбольной академии Мухаммеда VI. Свою взрослую карьеру начал в команде «Юнион де Туарга», в составе которой защитник пробился в элитный марокканский дивизион Ботолу. В июле 2024 года Накаш подписал четырехлетний контракт с клубом ФАР.

### В сборной
Успешно выступал за юниорские сборные Марокко, а в 2023 году Накаш вошел в состав молодежной национальной команды страны на домашний Кубок африканских наций до 23 лет. По итогам соревнований марокканцы завоевали золотые медали и квалифицировались на футбольный турнир Летних Олимпийских игр 2024 года.
В июле 2024 года наставник молодежной сборной Тарик Сектьюи включил защитника в окончательную заявку «Атласских львов» на поездку в Париж. На Олимпиаде марокканцы сумели завоевать бронзовые медали, а Накаш отметился голом в матче за третье место против Египта (6:0).

## Достижения
- Бронзовый призер Олимпийских игр (1): 2024.
- Победитель Кубка африканских наций (U23) (1): 2023.
- Победитель Кубка УНАФ (U17) (1): 2018.